# Weedsport
Weedsport è un villaggio degli Stati Uniti d'America, situato nello stato di New York, nella contea di Cayuga.

## Monumenti e luoghi d'interesse
- Casa di Orrin W. Burritt